# Charles-Marius Maille
Charles-Marius Maille, francoski general, * 1875, † 1960.